# Осечен
Осечен — несохранившийся русский город, являвшийся в XIV веке крепостью Великого княжества Литовского на границе с Великим княжеством Тверским. 

## История
Первое упоминание об Осечене датируется 1335 годом в связи с ответными действиями великого князя владимирского и московского Ивана Калиты на литовские разорения новоторжской земли, когда он сжёг Осечен, Рясну и другие города. Осечен назван в грамоте великого князя литовского Ольгерда константинопольскому патриарху Филофею 1371 года как один из его городов, взятых московскими ратями в ходе литовско-московской войны 1368—1372 годов. Осечен перечислен в «Списке русских городов дальних и ближних» конца XIV века как литовский город. Волость Осечен располагалась по обеим сторонам Волги и в XVII веке делилась на левобережный Большой Осечен с погостами Осечен, Покров, Итомля, Ильи Горы, Сытьково, Теплостанское и правобережный Пустой Осечен с погостами Ратьково, Георгиевское, что в Шуйшине, Тихвинское (Новый Торг).

## Городище
Остатки Осечена находятся на высоком левом берегу Волги в 1 км к северо-западу от деревни Климово Ржевского района Тверской области. Мыс, на котором располагался укреплённый город, называется Рождественской горой (около 50 м над Волгой) и окружён глубокими оврагами, обеспечивавшими Осечену высокую степень защиты. Площадка поселения правильной овальной (51 х 53 м) формы. Искусственные оборонительные укрепления прослеживаются плохо. Городище обследовано в 1924 году П. Н. Шульцем. Культурный слой глубиной 2 м содержит лепную и гончарную керамику древнерусской эпохи (IX—XIII века). Среди находок — железные ножи, пряжка, стеклянный браслет, янтарный перстень, шлаки кузнечного производства. Близ городища выявлено неукреплённое селище, посад.